# أوراخوفاتش
أوراخوفاتش (بالألبانية: Rahovec) هي مدينة سياحية تقع جنوب غرب جمهورية كوسوفو يبلغ عدد سكانها أكثر من 75 ألف نسمة .

## السكان
تسكنها غالبية ألبانية مع وجود بعض الأقليات الصربية والغورانية .

## المعالم
تتميز هذه المدينة بكثرة الغابات والمعالم التاريخية كما تتوفر على ثروة حيوانية ومعدنية هامة ما يؤهلها لتكون منطقة صناعية.